# Silmarillen
Het woord Silmarillen (Engels: Silmarils) komt voor in het boek De Silmarillion van de Engelse schrijver J.R.R. Tolkien. In dit boek wordt het deel van Tolkiens fictieve geschiedenis van de wereld Arda voorafgaand aan De Hobbit en In de Ban van de Ring beschreven.
De Silmarillen zijn drie schitterende juwelen die vervaardigd zijn door de grote Fëanor, een elfenprins; hij had het licht van de Twee Bomen van Valinor, Telperion en Laurelin, vereeuwigd in de Silmarillen, zodat de juwelen zelf licht gaven als waren het sterren. Zij waren zo hard dat het onmogelijk was ze te breken of zelfs maar te beschadigen. Varda had hen geheiligd en Mandos had verkondigd dat het lot van de wereld erin was vastgelegd.
Toen Melkor/Morgoth de juwelen stal, ontstond een verwoestende strijd waarbij uiteindelijk niet alleen Elfen, maar ook Mensen en Dwergen betrokken raakten. Fëanor, die zijn vader Finwë verloren had, was bijna krankzinnig van woede en verdriet en besloot Morgoth te achtervolgen naar Midden-aarde om de Silmarillen te herwinnen. Omdat hij hiermee tegen de wil van de Valar (goden) inging, rustte op deze onderneming geen zegen: de machtige legers van de Elfen bleken niet tegen Melkor/Morgoth opgewassen. De Elfen waren bovendien verdeeld en voerden zelfs onderling strijd.
De Mens Beren en de elfenprinses Lúthien slaagden er uiteindelijk wel in één Silmaril te bemachtigen. Om dit te bereiken brachten zij in vermomming een bezoek aan Morgoths burcht Angband, waar Morgoth de Silmarillen in zijn ijzeren kroon had geplaatst. Hun verhaal geldt als een hoogtepunt in het oeuvre van Tolkien. Het bezit van de Silmaril bleek echter zowel een zegen als een vloek, omdat met name de zonen van Fëanor niet bereid waren te aanvaarden dat iemand behalve zijzelf de juwelen in bezit had.
Uiteindelijk hebben de Valar deze Silmaril zijn definitieve plaats gegeven: hij werd met het schip van Eärendil aan de hemel geplaatst. De andere twee zijn verdwenen in de diepten van de aarde en de zee. Zo zijn de Silmarillen uiteindelijk het symbool van Midden-Aarde geworden.